# بلنوس رمادي
بُلْنُوس أرْمَد أو حيَّة عمياء أو بلانوس رمادي[بحاجة لمصدر] (الاسم العلمي: Blanus cinereus) هو نوع من الزواحف يتبع جنس البلنوس من الفصيلة البلنوسية.